# Honkytonk Man
Honkytonk Man ist ein US-amerikanischer Spielfilm aus dem Jahr 1982. Regie führte Clint Eastwood, der auch die Produktion und die Hauptrolle übernahm. Das Drehbuch schrieb Clancy Carlile anhand seines eigenen Romans, der vom kurzen Leben des Country-Musikers Jimmie Rodgers inspiriert ist.

## Handlung
Die Handlung spielt in den USA während der großen Depression. Der Alkohol- und Lungenkranke Red Stovall träumt von einer großen Karriere als Country-Sänger. Bisher trat er in kleinen Bars oder als Begleitmusiker für Blues-Bands auf. Einen ersten Erfolg konnte er als Songschreiber bereits für sich verbuchen, da der bekannte Musiker Bob Wills eines seiner Stücke aufgenommen hat.
Während Red seine Schwester und ihre Familie besucht, freundet er sich zusehends mit seinem kleinen Neffen Whit an. Schließlich reisen die beiden mit Whits Großvater nach Nashville, wo Red in die Grand Ole Opry zum Vorsingen eingeladen wurde. Das Geld für die Reise wird durch Auftritte in Bars finanziert, aber auch durch einen Hühnerdiebstahl, bei dem Red von der Polizei erwischt und verhaftet wird. Whit befreit ihn aus dem Gefängnis, indem er, inspiriert durch einen Western, die Gitter des Fensters mit dem Auto und einem Seil aus der Wand reißt.
Ebenfalls versucht Red bei dem zwielichtigen Arnspringer alte Schulden einzutreiben. Dieser versucht Red zu betrügen und schickt ihn zu einem fingierten Überfall. Nur knapp entkommt Red der Falle und stellt Arnspringer zur Rede. Mit dem nun erhaltenen Geld treten Red und Whit den Rest ihrer Reise an. Unbemerkt hat sich das bei Arnspringer lebende Mädchen Marlene mit ins Auto geschlichen, um zu fliehen. Bei einer Polizeikontrolle wird das Mädchen von dem Polizisten im Kofferraum entdeckt. Red kann alles nur mit Mühe erklären, und Marlene reist nun ungewollt erst einmal mit.
Im betrunkenen Zustand verbringt Red eine Nacht mit Marlene, die daraufhin behauptet, schwanger zu sein.
Bei einem Autodefekt und dem damit verbundenen mehrtägigen Werkstattaufenthalt trennen sich die Reisenden: Der Großvater reist auf eigene Faust weiter nach Kalifornien, Red fährt mit dem Bus nach Nashville, Whit folgt einige Tage später mit dem reparierten Auto. Das Mädchen Marlene wird von Whit auf Anweisung seines Onkels „vergessen“.
Während der Reise verschlechtert sich der Zustand des an Tuberkulose erkrankten Red. Wegen eines Hustenanfalls muss Red sogar das Vorsingen in der Grand Ole Opry, eigentliches Ziel seiner Reise, abbrechen, sein großer Traum, berühmt zu werden, scheint geplatzt. Der beim Vorsingen anwesende Produzent und Talentsucher Smoky erkennt Reds Talent und bietet ihm, wissend um den Gesundheitszustand des Musikers, einen Plattenvertrag an. Gerade so schafft es Red, mit Smoky am nächsten Tag einige seiner Songs in Nashville aufzunehmen. Das letzte Lied kann er selber nicht mehr zu Ende singen, einer der Begleitmusiker übernimmt die zweite Hälfte für ihn.
Gepflegt von seinem Neffen und der wieder aufgetauchten Marlene, die zugibt, doch nicht schwanger zu sein, stirbt Red kurz nach den Aufnahmen in Nashville an seiner schweren Krankheit. Nach der Beerdigung, an der nur Whit und Marlene teilnehmen, laufen Reds Lieder im Radio.

## Hintergrund
Der Film wurde in Kalifornien, in Nevada und im Ryman Auditorium in Nashville gedreht. Er wurde im Februar 1986 auf den Internationalen Filmfestspielen Berlin vorgeführt.

## Rezeption
Roger Ebert schrieb in der Chicago Sun-Times vom 17. Dezember 1982, der Film sei „süß“ und „schrullig“; er bereite dem Zuschauer ein gutes Gefühl. Die von Clint Eastwood gespielte Figur unterscheide sich stark von den von ihm sonst gespielten harten Männern („it provides Eastwood with a screen character who is the complete opposite of the patented Eastwood tough guys“). Die Bilder der Reise seien „romantisch“ und „nostalgisch“. Die besten Szenen seien jene, in denen Eastwood in Nashville im Studio und vor Publikum singe. Clint Eastwood scheine eine persönliche Beziehung zum Thema zu haben, das der Film den Zuschauern vermittele.
Das Lexikon des internationalen Films schrieb: „Humorvoll und witzig, überzeugt der Film durch seine professionelle Machart und seine humane Weltsicht sowohl als Porträt der amerikanischen Provinz zur Depressionszeit als auch als behutsame Initiationsgeschichte eines jungen Mannes.“
Der Song No Sweeter Cheater Than You wurde 1983 für die Goldene Himbeere in der Kategorie Schlechtester Song nominiert.